# Nebrioporus schoedli
Nebrioporus schoedli är en skalbaggsart som beskrevs av Fery, Fresneda och Aníbal Roberto Millán 1996. Nebrioporus schoedli ingår i släktet Nebrioporus och familjen dykare. Inga underarter finns listade i Catalogue of Life.